# Brudgom
Brudgommen er den mandlige del af det par som vies. Han holder tale for sin brud ifølge traditionen som nummer 2. Dvs. lige efter brudens far eller mor.